# Cantone di Calenzana
Il Cantone di Calenzana era una divisione amministrativa dell'arrondissement di Calvi.
A seguito della riforma approvata con decreto del 26 febbraio 2014, che ha avuto attuazione dopo le elezioni dipartimentali del 2015, è stato soppresso.
I 6 comuni facenti parte prima della riforma del 2014 erano:
- Calenzana
- Galeria
- Manso
- Moncale
- Montegrosso
- Zilia